# Питър Тош
Питър Тош (на английски: Peter Tosh), с рождено име Уинстън Хъбърт Макинтош, е ямайски реге музикант. Заедно с Боб Марли и Бъни Уейлър, той е в ядрото на групата Уейлърс (1963 – 1974). По-късно прави успешна солова кариера и е застъпник на движението растафари. 

## Биография
Уинстън Хъбърт Макинтош е роден на 19 октомври 1944 г. в Грандж Хил, Ямайка. На 15-годишна възраст леля му умира и той се премества в Тренч Таун в Кингстън, Ямайка. Започва да свири на китара, след като вижда как човек в провинцията изпълнява някаква песен, и това го очарова. Той вижда как човекът свири песента половин ден, и запаметява работата на пръстите му. След това той се захваща с китарата и свири песента пред учителя му. Вторият го пита кой го е научил да свири, а Макинтош му отговаря, че това е той. В началото на 60-те години на ХХ век Тош се запознава с Робърт Неста Марли (Боб Марли) и Невил О'Райли Ливингстън (Бъни Уейлър), и ходи на посещение при вокалния педагог Джо Хигс, който изнася безплатни вокални уроци пред млади хора, с надеждата да сформира нова група. Той се преименува на Питър Тош и триото започва да пее заедно през 1962 г. Хигс учи групата на хармония и докато усъвършенстват музиката си, те свирят често по кръстовищата на улиците в Тренчтаун.
Тош е убит при нахлуване в имота му през 1987 г.